# ایرینا پالینا
ایرینا پالینا (انگلیسی: Irina Palina؛ زادهٔ ۱۵  ژانویه ۱۹۷۰) یک بازیکن تنیس روی میز اهل روسیه است. 
وی در مسابقات کشوری و بین‌المللی در مجموع برنده ۱ مدال طلا شده‌است.